# Callobius yakushimensis
Espèce
Callobius yakushimensis est une espèce d'araignées aranéomorphes de la famille des Amaurobiidae.

## Distribution
Cette espèce est endémique de Yaku-shima dans les îles Ōsumi dans l'archipel Nansei au Japon,.

## Description
Le mâle holotype mesure 5,0 mm et la femelle paratype 5,0 mm.

## Étymologie
Son nom d'espèce, composé de yakushim[a] et du suffixe latin -ensis, « qui vit dans, qui habite », lui a été donné en référence au lieu de sa découverte, Yaku-shima.

## Publication originale
- Okumura, 2010 : A new species of the genus Callobius (Araneae: Amaurobiiidae) from Yakushima Island, Japan. Acta Arachnologica, vol. 59, p. 1-3 (texte intégral).